# 坂口実成夢
坂口 実成夢（さかぐち みなむ、1993年6月30日 - ）は、日本の俳優。東京都出身。RMP所属。

## 人物
東京都出身。
2020年11月12日、RMPに所属。
特技：ピアノ・お囃子・空手・カメラ・ピアノアレンジ
2024年に初のOFFICIAL PHOTO BOOK《FANTASIA CASTLE》を発売。

## 出演

### 舞台
※太字はメインキャラクター
- 朗読劇『希う-Koinegau-』(2020年12月10日 - 14日、両国エアースタジオ）- 東山 役
- 舞台『チエコ』(2021年1月28日 - 2月1日、両国エアースタジオ）
- 2.5次元ダンスライブ - 眞宮孝明 役
  - 2.5次元ダンスライブ「VAZZROCK STAGE」Episode1『0 Carat』（2021年7月1日 - 11日、CBGKシブゲキ!!）
  - 「LUNATIC LIVE 2021」（2021年9月4日 - 5日、東京ガーデンシアター）（全公演中止）
  - 2.5次元ダンスライブ「VAZZROCK STAGE」Episode2『ペトリコール・ノスタルジー』（2022年2月3日 - 12日、シアター・アルファ東京） ※延期
  - 2.5次元ダンスライブ「VAZZROCK STAGE」Episode2『ペトリコール・ノスタルジー』（2022年10月6日 - 16日、ニッショーホール）
  - 2.5次元ダンスライブ「VAZZROCK STAGE」Episode3『僕と君との猫ノート』（2024年3月28日 - 4月7日、CBGKシブゲキ!!）
- 『腐テキ☆REVOLUTION』- 富沢俊二 役
  - 『腐テキ☆REVOLUTION～推しの循環スパイラル～ 』（2021年9月30日-10月4日、両国エアースタジオ）
  - 『腐テキ☆REVOLUTION～サヨナラのGW～ 』（2022年4月28日-5月2日、両国エアースタジオ）
  - 『腐テキ☆REVOLUTION～奪われた花（アントス）～」（2023年11月9日-11月13日、両国エアースタジオ）
  - 『腐テキ☆REVOLUTION～ＢＩＧ ＷＡＶＥに気をつけろ～」（2024年5月2日-5月6日、両国エアースタジオ）
- 『勤人落語Ⅲ』（2021年11月3日 - 7日、アトリエファンファーレ東新宿）
- 舞台『リリーフ・ライト・ガン』（2022年4月13日 - 17日、CBGKシブゲキ!!）- 島 空木役
- 蛇ノ目企画『さくらば2022』（2022年6月15日-19日、シアター・アルファ東京）- 原田左之助 役
- 舞台『Diary』（2022年7月12日-18日、ウッディシアター中目黒）- 李 役
- 舞台『屍の王』（2022年12月14日 - 18日、六行会ホール）- フェリペ（後継者） 役
- SUPERNOVA stage002 舞台『遠く吠えて花火をあげる』（2023年2月1日 - 12日、王子小劇場）- モモノスケ 役
- 第9回本公演『歌唱戦隊ライブレンジャー〜SpringSpecialStage～』（2023年4月6日-9日、萬劇場）- 青野渚 役
- 舞台『時計塔のレイラ』（2023年4月26日-30日、CBGKシブゲキ!!）- ジャック 役
- 『龍と虎狼 -新撰組 Beginning-』（2023年5月23日-28日、ウッディシアター中目黒）- 永倉新八 役
- 舞台『彩る色は色々に』（2023年6月10日-11日、中板橋新生館スタジオ）- 色本 役
- 朗読劇『学園デスパネル2023』（2023年7月10日-7月12日、座・高円寺２）- メガネ 役
- BOOT『THE MORTUARY-遺体安置所-』（2023年10月4日-10月9日、新宿THEATRE BRATS）- ダイスケ 役
- 劇団CATMINT第19回公演『ネリネの咲く頃』（2023年10月29日、シアターグリーンBASE THEATRE）- 和馬 役
- READ☆plus 2023年12月公演『「ひなた高校定時制 」THE☆STAGE～ありふれた奇跡の時間～』(2023年12月19日 - 24日、オメガ東京)- A班桜木大和 役
- 人狼系推理バトル『レジスタンスイレブン～ 陰謀を阻止せよ ～』(2024年1月7日、TACCS1179) ボーイズ版 - 出演
- BOOT公演『M-2024-』(2024年2月7日 - 12日、新宿Theater Brats)
- 朗読劇『青野くんに触りたいから死にたい』presented by eeo Stage（2024年9月11日 - 16日、CBGKシブゲキ!!）[3]
- 劇団オモテナシ『令和7年 春』（2025年5月8日 - 11日、CBGKシブゲキ!!）[4]
- 舞台『スタンドマイヒーローズ』（2025年9月3日 - 14日〈予定〉、シアターサンモール） - 関大輔 役[5]

### テレビドラマ
- 仮面ライダージオウ 第12話（2018年11月25日、テレビ朝日）- バーの客 役